# Macedón
En la mitología griega Macedón o Macedno (en griego antiguo Μακεδών Makedōn, coloquialmente Μακεδόνας Makedōnas, poéticamente Μακηδόνας Makedōnas) es el nombre de varios personajes epónimos que a menudo se confunden entre ellos. Dependiendo de las versiones puede ser un inmigrante de Epiro, y quien dio su nombre a Macedonia, antes llamada Ematia.

#### Hijo de Zeus
Según el Catálogo de mujeres de Hesíodo, es hijo de Tuya y Zeus, hermano de Magnes y primo de Greco. Su madre era la hija de Deucalión y Pirra, y su tío fue Helén, quien junto con sus tres hijos Doro, Juto (con sus hijos Ion y Aqueo) y Eolo formaban el conjunto de las siete tribus antiguas básicas que formaron la nación helénica. Moraba en un palacio alrededor del monte Olimpo y Pieria. Al menos se dice que Macedón se desposó con una mujer local con la que tuvo dos hijos, Píero y Amato, héroes epónimos respectivamente de Pieria y Emacia.

#### Hijo de Eolo
En un fragmento de una cronología de Helánico se nos dice que Macedón era hijo de Eolo. Y que el pueblo de este héroe, citado como Epónimo por Estéfano, era vecino de los misios.

#### Hijo de Osiris
Según Diodoro de Sicilia, en un pasaje en el que mezcla tradiciones griegas con egipcias, Macedón era hijo de Osiris y, junto a Anubis, acompañaba a su padre en las expediciones. Usaba en los combates un busto de lobo.

#### Hijo de Licaón
Ya como última tradición Macedón es citado en la nómina de los cincuenta hijos de Licaón, y por lo tanto vinculado a Arcadia. Este personaje es el más variable entre las fuentes, pero al menos un autor lo denomina como «gêgenês basileus» (rey autóctono). Incluso Isidoro de Sevilla lo nombra como «rege Deucalionis materno nepote» (rey, nieto materno de Deucalión).